# 苗栗電子廠嚴重特殊傳染性肺炎群聚感染事件
苗栗竹南電子廠嚴重特殊傳染性肺炎群聚衍生感染事件，簡稱苗栗電子廠衍生感染事件，是2021年6月起發生在臺灣省苗栗縣竹南鎮多地，隨後擴散至臺灣各地的嚴重特殊傳染性肺炎群聚傳染關聯事件。2021年6月3日，京元電子證實苗栗竹南廠區有外籍員工確診。
2021年6月6日宣布，京元電子竹南廠PCR檢驗結果195例確診，外籍移工停班有薪居家隔離，暫不考慮停工。智邦科技竹南廠12例，超豐電子竹南廠12例。